# 環境計画
環境計画（かんきょうけいかく）とは、環境に対する取組指針を示したもの。
都市環境分野ではいくつかに分けて考えている。新領域・土木工学ハンドブック（池田駿介他編著、朝倉書店、平成15年3月）や不動産学事典（日本不動産学会編著、平成14年5月、住宅新報社）などで示される環境計画によると、一つは生活環境の改善や保全に関わる計画がある。生活環境を破壊し、健康と安寧を脅かすような公害や災害を手段によって軽減し、理境の悪化を緩和する効果をねらったもので、特に諸効果のうちで、防風効果や日射防止の効果などは、常に忘れてならない重要な考慮事項となる。
しかしながら、このような制御効果をすべてひとつの分野での手法に期待しなければならない、とはならない。環境に対する阻害要因は、さまざまな技術的手段によってより効果的に除去し、あるいは政策的に克服することが先決であって、それなしの手段は臨床的補助的療法にすぎない。
たとえば造園計画での、特に植栽計画による環境調節の効果などを過大に評価することは慎まなければならなく、とりわけ、その化学的効果は物理的効果よりもさらに劣っていることを知っておく必要がある。また都市地域において、大気の対流などによる緑地が果たす気層更新の効果は、むしろ都市計画的な立場から総合的に検討されるべき課題に属する。
したがって、たとえ公害防止を第一の目的とする緩衝緑地帯の造園計画があっても、緑の防波堤でさえあればよいとする安易な考えには賛同されえない。その機能が多少低下することがあっても、レクリエーション利用も考慮し、あるいは質の高いアメニティ空間の形成が視野に入る。そうでなかったら、チップや木材の生産を目的とする植林計画となんら変わるところがないからである。
もう一つは自然的価値や文化財的価値の高い対象区域自身の環境保全に関わる計画分野がある。生活環境においては、自然であれ、文化財(史跡など)であれ、人間との共存関係が課たれるような空間計画の工夫が望まれる。これらは市民共有の財産であるから、できる限り公開を原則とし、それにふさわしい空間計画と運営方式がとられる。
例をバードサンクチュアリーの計画にとるなら、観察のために可能な限り対象旨に接近できるよう配慮し、場合によっては抱卵期や育雛期のみは接近を禁止するなど、生態に応じたデザイン的工夫が要請される。
元来その生態的環境の撹乱とその退行化を阻止する目的で設定される自然保護区においても公開の原則は適用される。この場合に、自然のタイプや質によって公開の度合は変わってくるが、それに対応した計画が必要となるのである。
文化財もその周辺の公園化などによって環境保全または改善の前進が期待される。ただし、その具体的計画手法は個々の文化財の性格やその置かれている立地環境によって異にする。
なお、国際連合環境計画は国連内の委員会組織である。
東京都や大阪府など、2002年から、建築物環境計画書制度が実施されている。延床面積1万平方メートル、2010年より5,000平方メートルを超える新築・増築において、環境配慮の取組を示した届出（環境計画）を建築計画時・完了時に提出することが義務づけられている。